# Fritz Kelber
Fritz Kelber (* 24. Mai 1877; † nach 1955) war ein deutscher Konservator.

## Werdegang
Kelber kam 1901 als Assistent an das Institut für Elektrische Maschinen und Geräte der Technischen Hochschule in München. Er wurde Konservator und schließlich Hauptkonservator. Während des Zweiten Weltkriegs bewahrte er die Sammlung des Instituts vor Zerstörung. Nach Kriegsende trug er, trotz gesundheitlicher Beschwerden und obgleich er die Altersgrenze überschritten hatte, erheblich zu ihrem Wiederaufbau bei.

## Ehrungen
- 1955: Verdienstkreuz am Bande der Bundesrepublik Deutschland

## Quelle
- Bundesarchiv B 122/38470

| Personendaten    | Personendaten         |
| ---------------- | --------------------- |
| NAME             | Kelber, Fritz         |
| KURZBESCHREIBUNG | deutscher Konservator |
| GEBURTSDATUM     | 24. Mai 1877          |
| STERBEDATUM      | nach 1955             |